# Leptogenys crudelis
Leptogenys crudelis är en myrart som först beskrevs av Smith 1858.  Leptogenys crudelis ingår i släktet Leptogenys och familjen myror. Inga underarter finns listade i Catalogue of Life.